# Kepler-69c
KOI-172.02, (K00172.02; Kepler-69c) es un candidato a exoplaneta sin confirmar situado a aproximadamente 1040 años luz de la Tierra. Su descubrimiento fue anunciado por el Observatorio Espacial de la misión Kepler el 7 de enero de 2013. KOI-172.02 ha sido notable desde que se descubrió su parecido con la Tierra (en tamaño y temperatura) y un candidato a albergar vida extraterrestre.

## Candidatura a exoplaneta
El objeto candidato, una supertierra tiene un radio de 1.54 veces el de la Tierra. KOI-172.02 orbita a una estrella parecida al Sol llamada KOI 172 y se encuentra en la zona de habitabilidad, por lo que podría existir agua líquida en su superficie.